# Nachrichtenwesen
Das Nachrichtenwesen umfasst die Gesamtheit aller sozialen, wirtschaftlichen und technischen Institutionen, Einrichtungen oder Prinzipien, die für die Erstellung eines Nachrichtenverkehrsprozesses zum Zwecke der Ortsveränderung von stofflichen und nicht stofflichen Nachrichten benötigt werden. Im Unterschied dazu dient das Transportwesen der Ortsveränderung von Gütern und Personen. Beide, das Transport- und das Nachrichtenwesen, werden teilweise als Bestandteile des Verkehrswesens aufgefasst. Hiervon abzugrenzen ist der Begriff der Kommunikation, der im weiteren Sinne jede Tätigkeit umfasst, die durch Wort oder Schrift, Bild oder Zeichen dem menschlichen Bewusstsein irgendeine Vorstellung aus dem Bereich der Außenwelt vermittelt, sei es eine Weisung oder eine Tatsache, Begebenheit oder Meinung aus Vergangenheit, Gegenwart oder Zukunft.
Zweck des Nachrichtenwesens ist die möglichst schnelle Übertragung von Nachrichten an (viele) räumlich entfernte Personen.
Nach der Art der Übertragung unterscheidet man in akustische, optische und Nachrichtenübertragung mittels Boten.
In der Reichswehr und Wehrmacht bestand für Kommunikationsverbindungen die Nachrichtentruppe, heute als Fernmeldetruppe bezeichnet. Die Begrifflichkeit ist im Zusammenhang mit dem Militärischen Nachrichtenwesen im Sinne eines Militärnachrichtendienstes und militärischer Aufklärung doppeldeutig und führte daher zu folgenschweren Verwechslungen. Daher werden heute die Begriffe Fernmeldetruppe für die Kommunikation und militärisches Nachrichtenwesen für die militärische Aufklärung im weitesten Sinne benutzt.

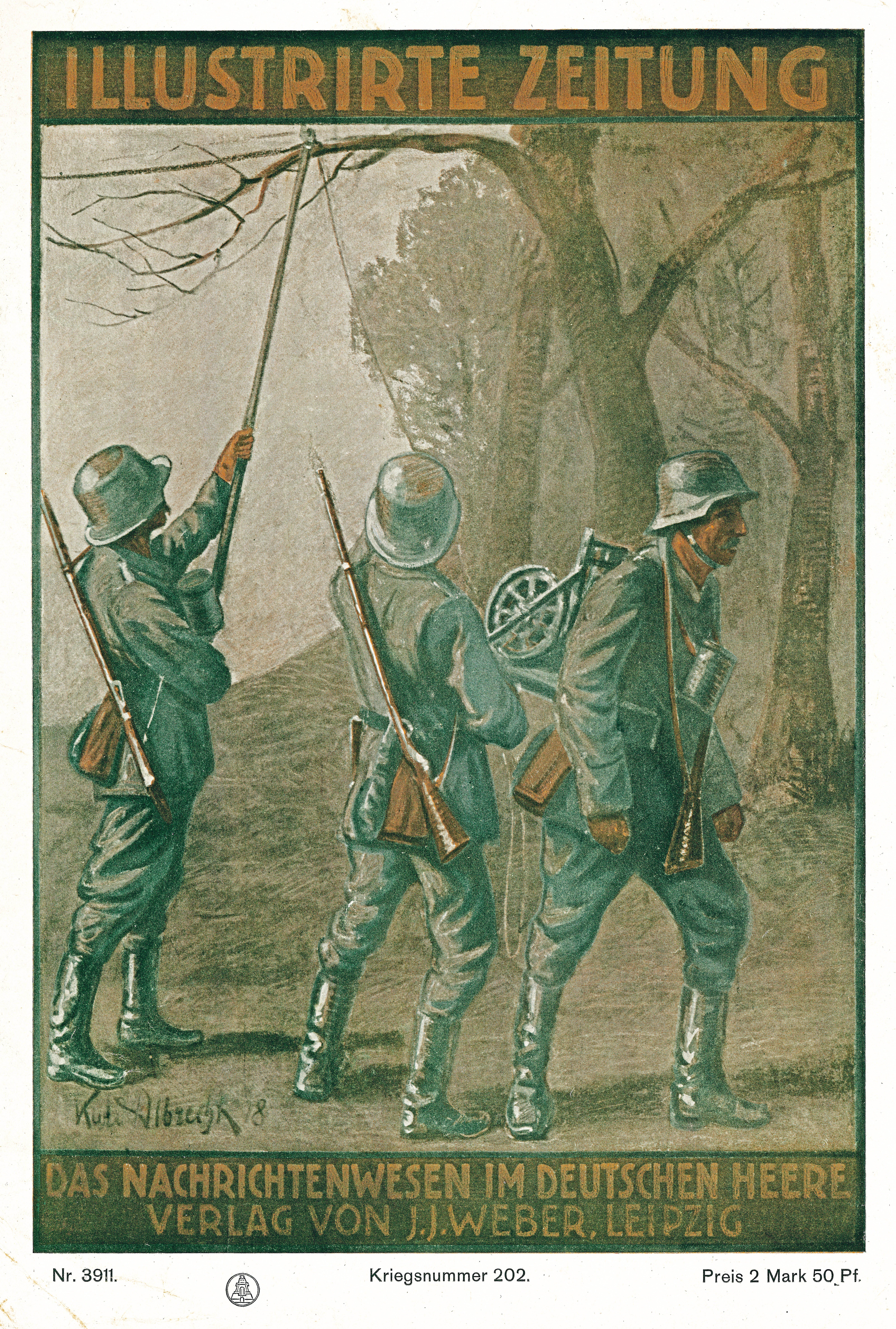
„Das Nachrichtenwesen im Deutschen Heere“, Titel der Illustrirten Zeitung von 1918, signiert Karl Albrecht 18;
Nr. 3911 vom 13. Juni 1918, Kriegsnummer 202

## Akustische Nachrichtenübertragung
Die akustische Übertragung konnte durch Rufzeichen oder mittels Instrumenten (Tuba, Horn) erfolgen. Die Reichweite war jeweils geringer als bei optischer Übertragung und machte mehr Relais nötig.
Diese Art der Nachrichtenübermittlung fand vor allem im militärischen Bereich Verwendung.

## Optische Nachrichtenübertragung
Um Nachrichten über eine weite Entfernung zu übermitteln, eigneten sich optische Mittel besser als akustische. Man benutzte zu diesem Zweck nachts Feuer- und tagsüber Rauchzeichen. Die Mitteilung wurde über 'Relaisstationen' weitergeleitet und konnte so schnell über große Entfernungen übertragen werden. Eine Übertragung dieser Art schildert schon Aischylos (Ag. 281 ff). Man konnte zwar durch geschwungene oder ruhig gehaltene Fackeln gewisse Variationen einbringen, doch blieb der Inhalt der Nachricht immer sehr beschränkt. (Pol. X 43, 5 f.) Deshalb war immer eine zusätzliche Übertragung durch Boten notwendig. Die optischen Zeichen wurden in der Regel nur als Alarmzeichen genutzt.
Diese Art der Nachrichtenübermittlung fand – ebenso wie die akustische Übertragung – vor allem im militärischen Bereich Verwendung.

### Optische Telegraphie
Später erfolgte eine optische Nachrichtenübertragung per optischer Telegraphie, z. B. durch Nutzung des Winkeralphabets (Semaphore) mittels unterschiedlicher Stellung von zwei Flaggen oder mittels Heliographen.
Bereits im 2. vorchristlichen Jahrhundert beschrieb Polybios (X 45 – 47) ein System der Buchstaben-Telegraphie.

## Übertragung durch Boten
Das öffentliche und private Nachrichtenwesen wurde vor allem durch den Boten- und Postdienst dargestellt.
In der Antike wurden wichtige Nachrichten – etwa nach der Schlacht bei Issos (333 v. Chr.) durch Pferde-wechselnde Reiter verschickt – so benötigte die Nachricht von der Niederlage der Perser zur Metropole Babylon (Euphrat) nur wenige Tage (wahrscheinlich durch Leuchtfeuer zunächst optisch übermittelt), während die Schnellsegler nach Athen und Sparta durch das östliche Mittelmeer je nach Jahreszeit Wochen benötigten.
Der Herold verkündete amtliche Beschlüsse mündlich oder übergab sie in schriftlicher Form. Nur dem öffentlichen Postwesen war es erlaubt, den Cursus publicus oder das Angarium zu benutzen – Privatleute, Händler und auch der Adel mussten sich um eigene Boten kümmern.